# 扇形車庫

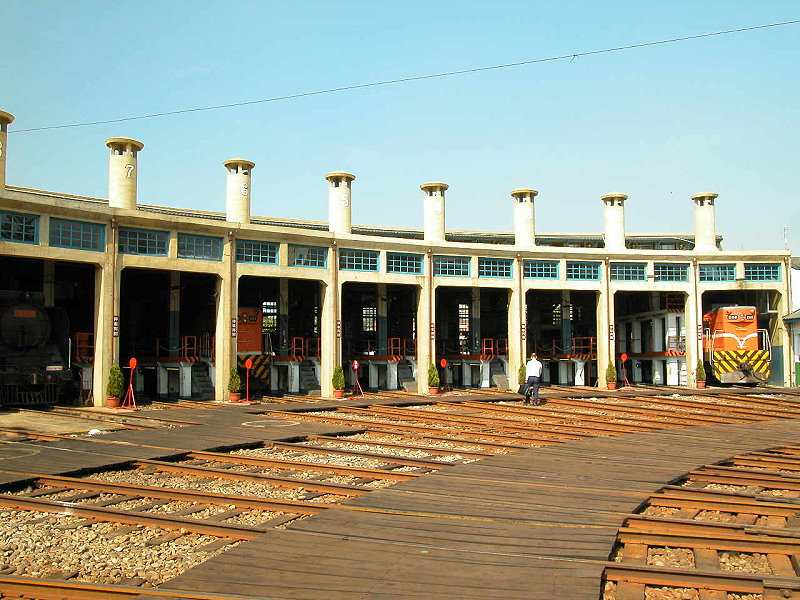
彰化扇形車庫

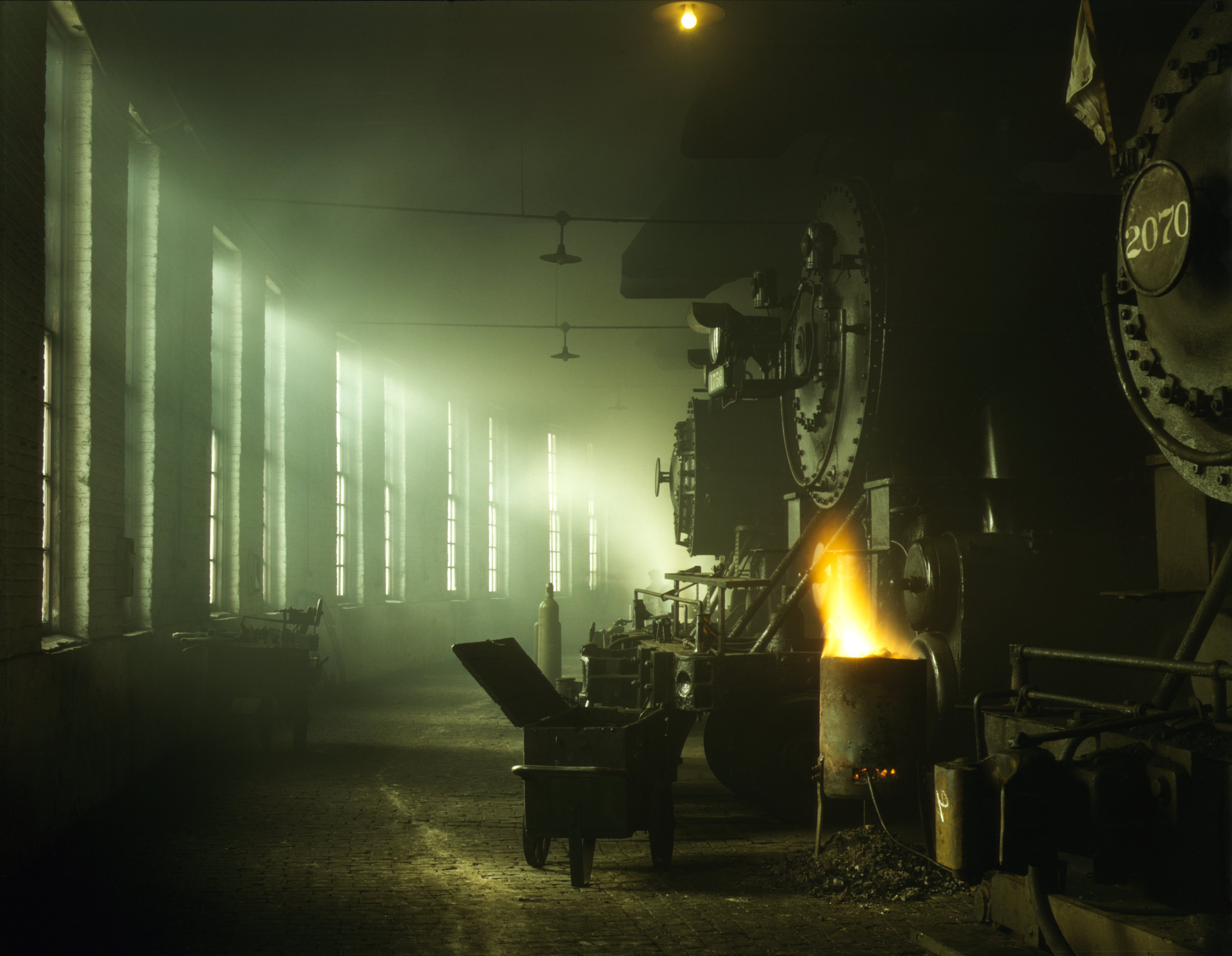
位於美國伊利諾州芝加哥芝加哥和西北铁路所屬的扇形車庫內景，攝於1942年12月。

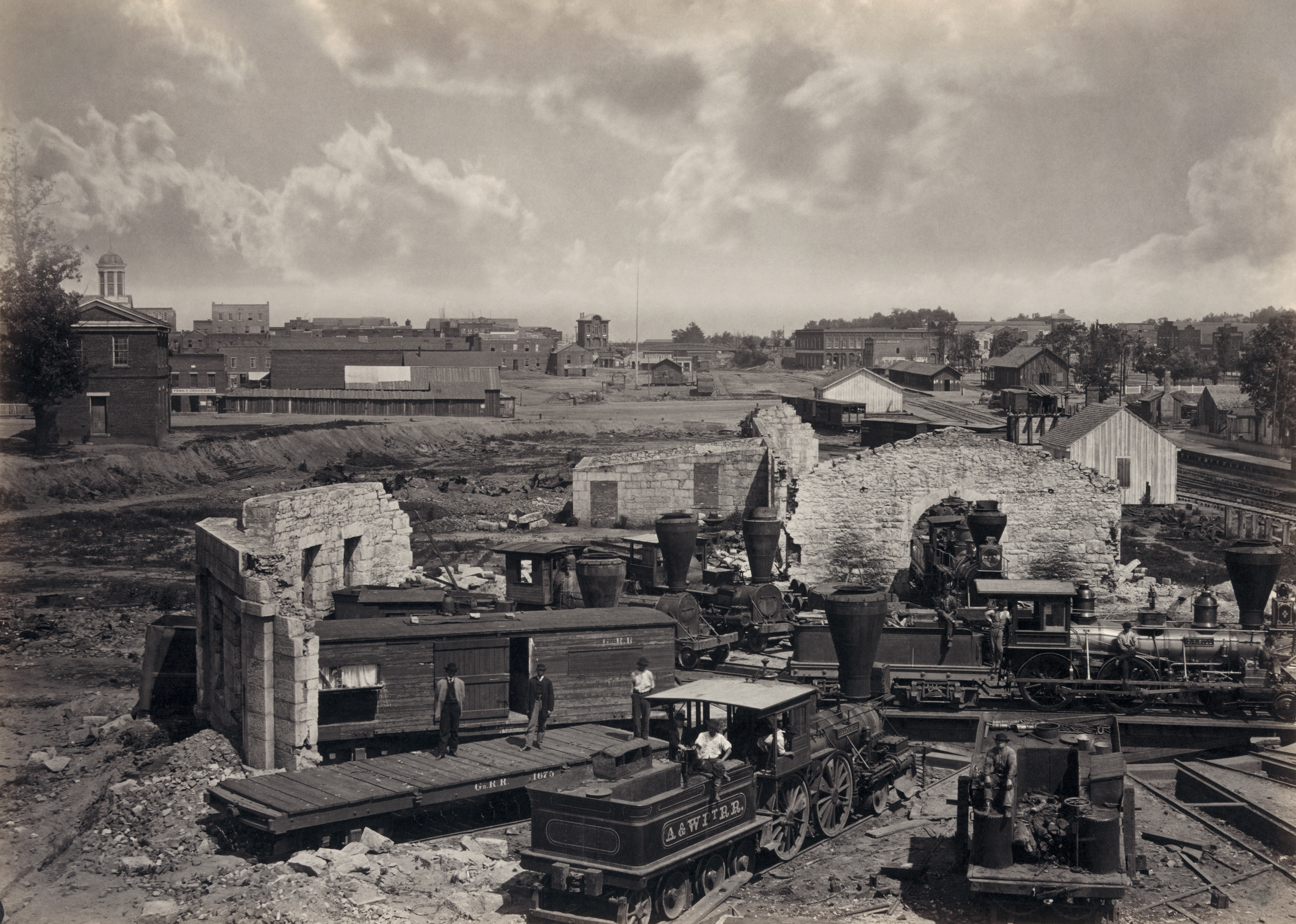
位於美國喬治亞州亞特蘭大的扇形車庫，攝於1866年。庫內布局顯示了南北戰爭造成的破壞。

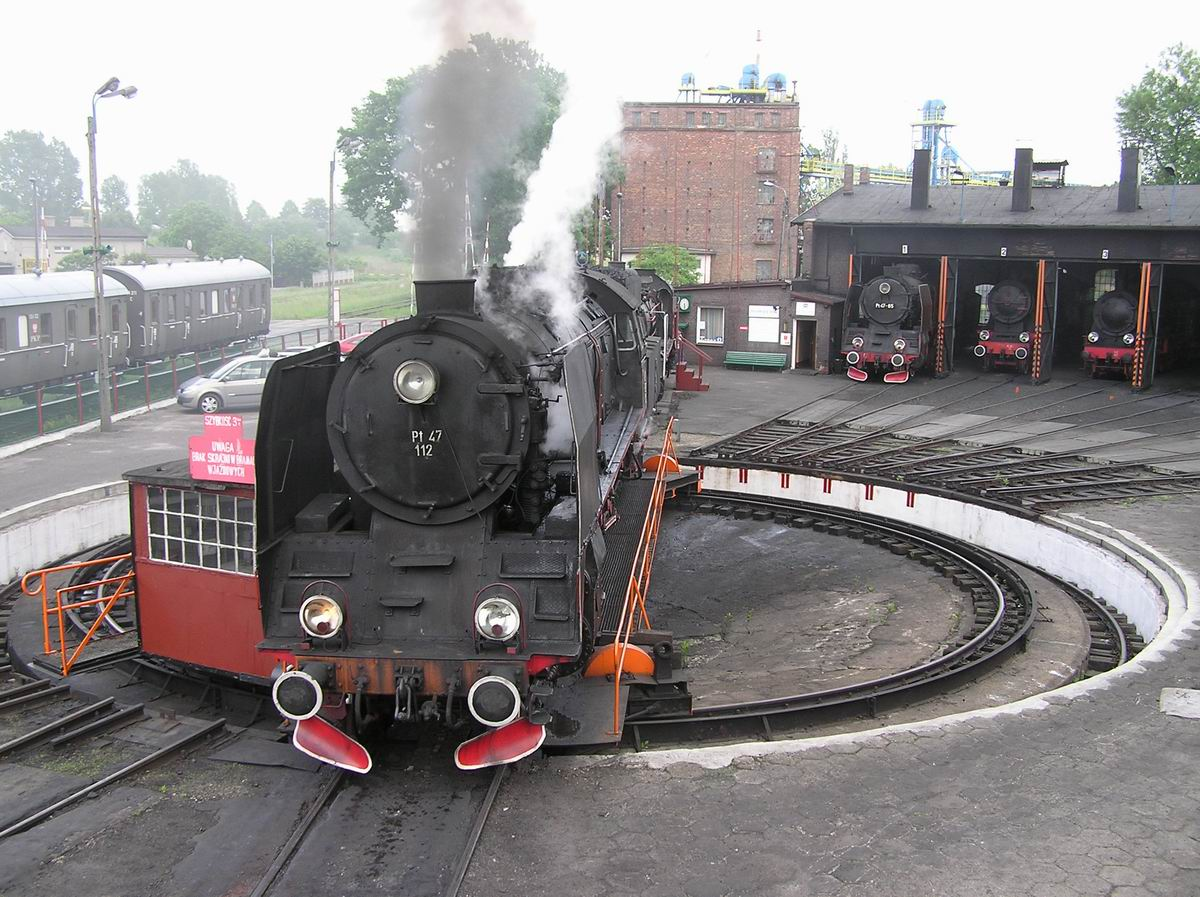
波蘭沃尔什滕仍使用中的扇形車庫。

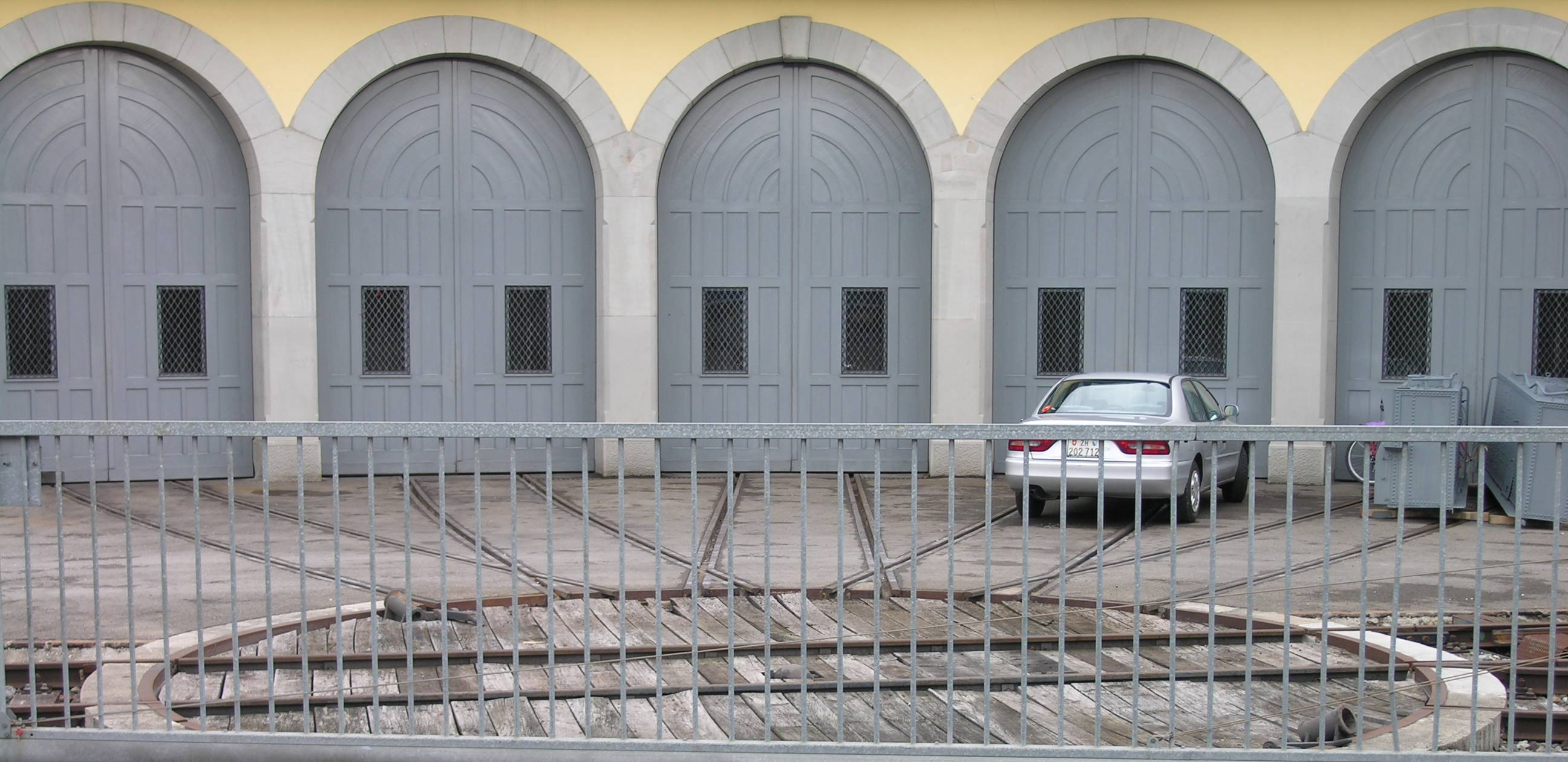
瑞士乌斯特市的扇形車庫。

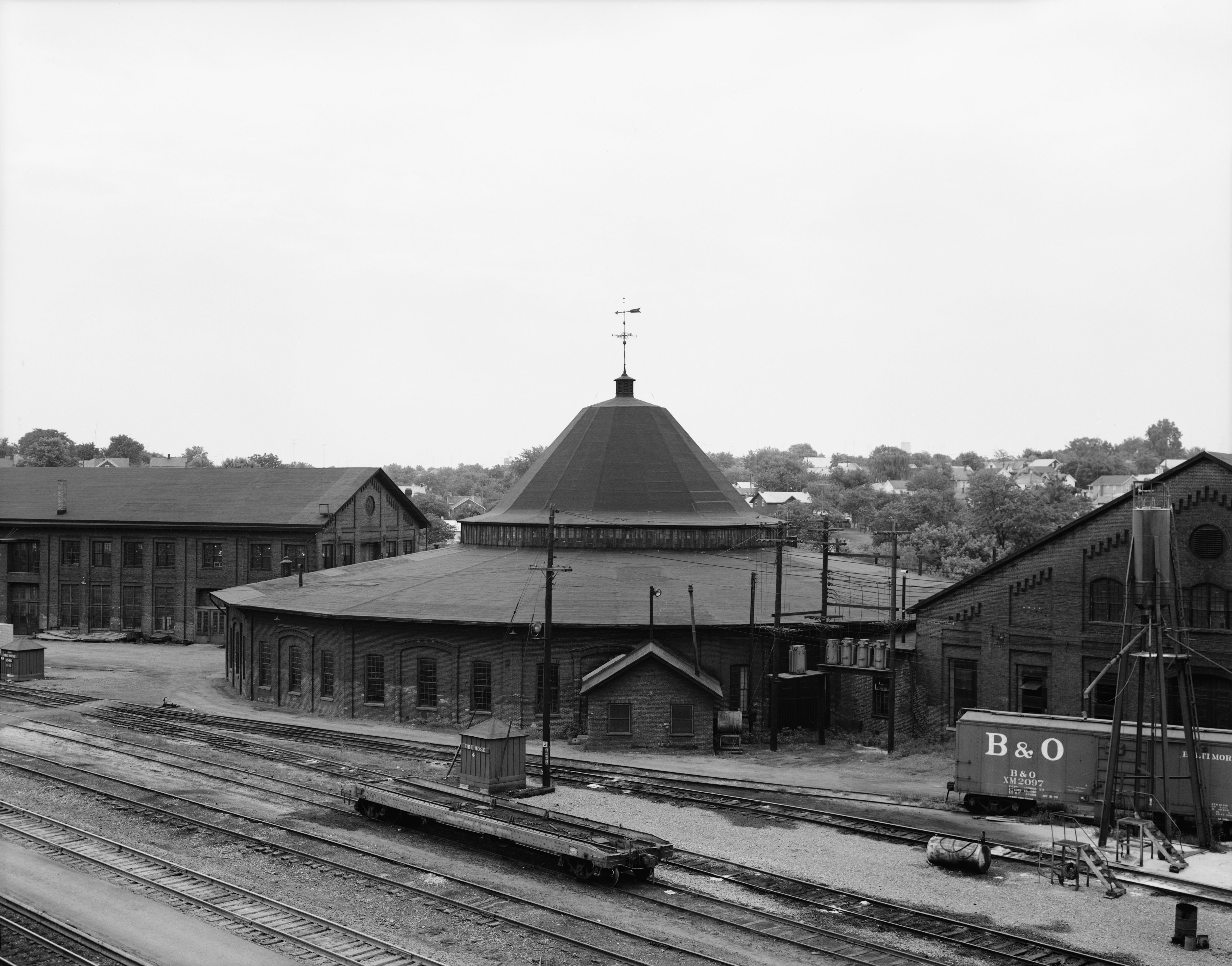
巴尔的摩－俄亥俄铁路西馬丁斯堡扇形車庫。

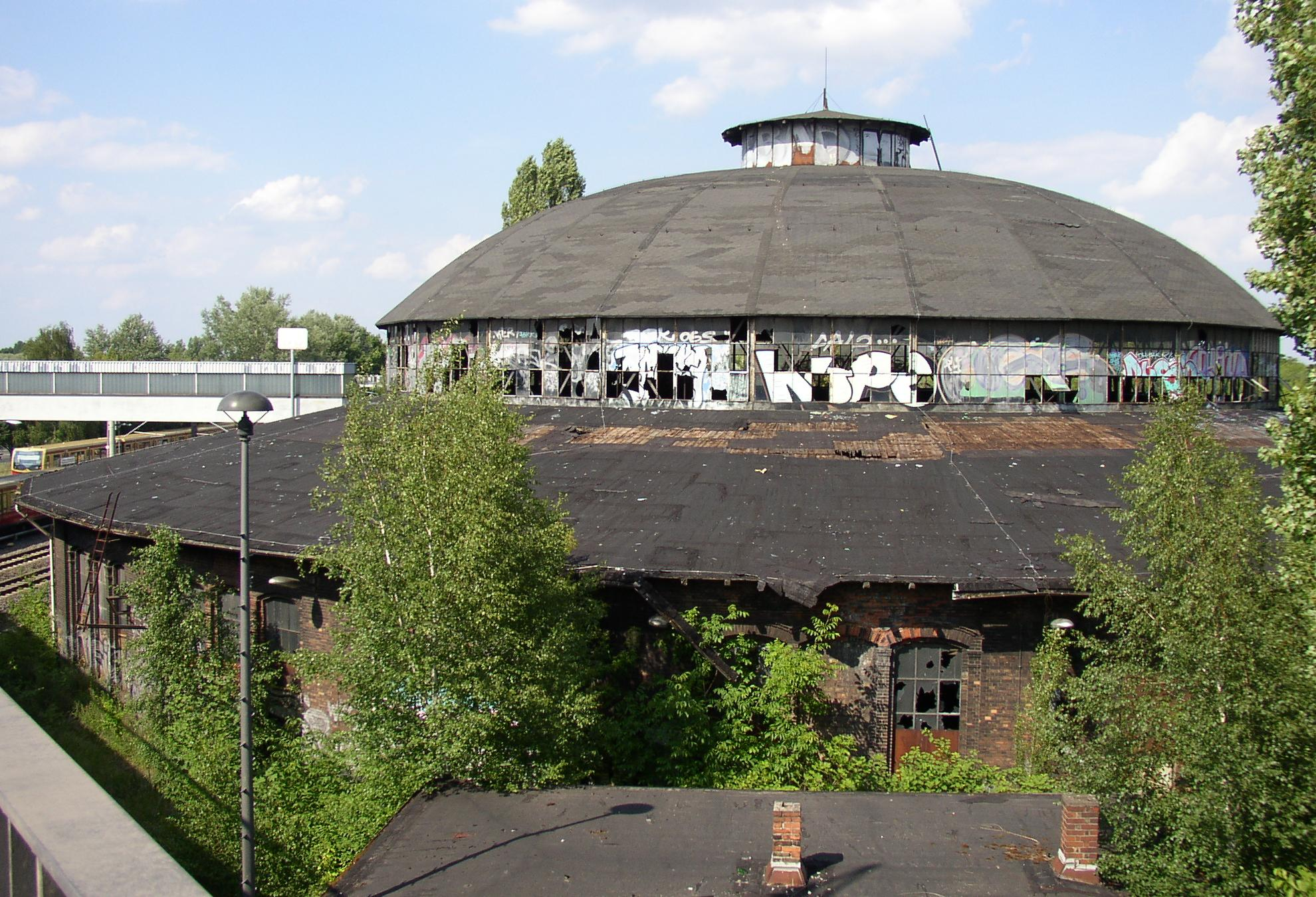
柏林潘科的扇形車庫。

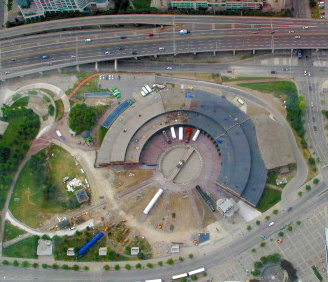
在加拿大多倫多西恩塔俯瞰約翰街扇形車庫。

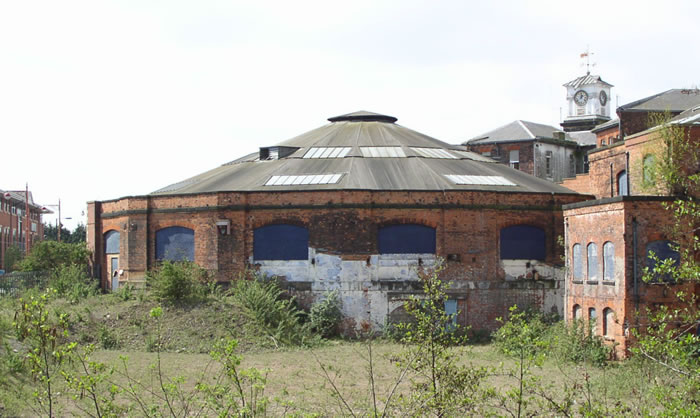
建於1839年的英國北米德蘭鐵路扇形車庫，攝於2006年。

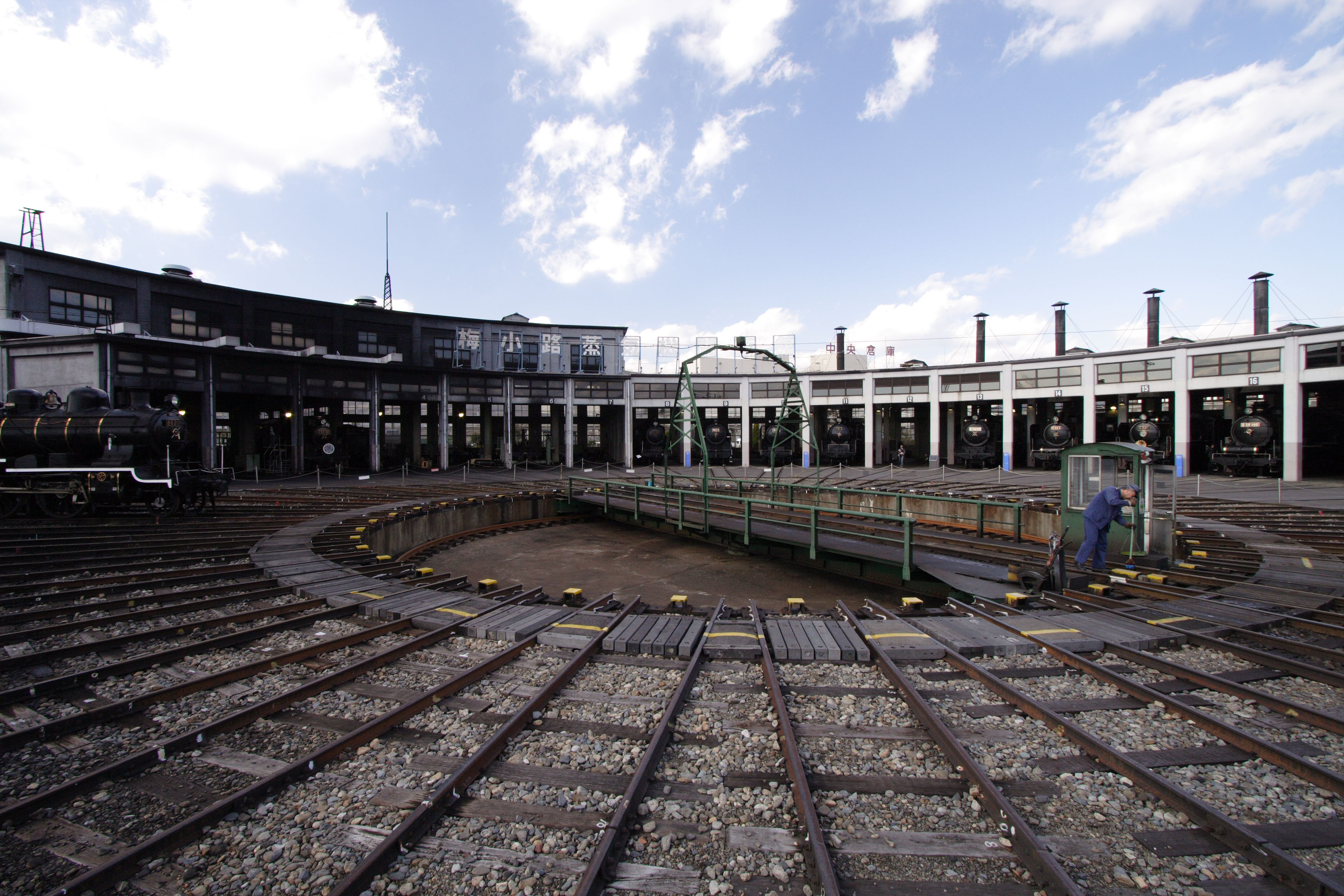
日本梅小路蒸氣火車博物館。

扇形車庫（Roundhouse），或稱為圓形機車庫，是鐵路機車使用的車庫，一般是大型的圓形或半圓形結構，並且環繞轉車盤或在轉車盤旁。扇形車庫的傳統定義就是有轉車盤以方便維修和存放蒸汽機車。

## 由來與操作說明
早期蒸汽機車一般來說只能向前行駛；雖然很快就發明了蒸汽機車的倒車機制，蒸氣機車的控制仍然以向前行駛為主，在逆向行駛時無法有效對機車進行操作。像在瞭望車等特殊鐵路客車直到1960年代仍設計為向某特定方向行駛之用。轉車盤因此允許鐵路機車和其他鐵道車輛可以轉向以行駛回程。
許多現代的柴油機車和電力機車可以雙向行駛，並且在兩端都設有駕駛室。此外，鐵路運輸上常使用多台機車牽引列車，甚至是兩台方向分別向前和向後的機車以連結器結合在一起，且各有自己的動力系統，但是以單一機車的形式進行控制以雙向行駛。在這個情況之下的機車需要有特定技術將動力系統未成對的機車轉換方向、牽引鄰近軌道上的機車和在另一端重新連接。作業人員在將原始只有一個方向的機車和另一台反方向的機車相連接成一組。
鐵路的終端車站有時候也使用環形迴車道或三角線轉換鐵路車輛的方向。因為這些設施的使用，現代的扇形車庫通常並非圓形，且僅用於車輛的維修和存放。但就向其他鐵道術語一樣，這樣的結構物仍保留了傳統名稱。另一個代替性的術語「機務段」包含了半圓形和長方形結構，且都代表鐵路車輛儲存與維修的場所。而「機廠」則是指有重機械可以進行車輛大修或定期檢修的場所。有些扇形車庫在內部或周圍建築物也包含了機廠的功能。

## 歷史
世界上第一個扇形車庫可能是位於英格蘭德比的北米德蘭鐵路扇形車庫。有些私人的鐵路機廠，例如位於里兹的Fenton, Murray and Jackson（1831年－1843年）可能在這之前就已經有了放射狀的結構物。在當時一個時刻表中有一段宣傳語：「該機務段是一個六邊形建築物，直徑約58公尺，並且光線從半球形屋頂向下照，高度約15公尺。該機務段有16條軌道從一個位於中心的轉車盤向外輻射，任何到站的機車會被送到該轉車盤上在送入無車輛停靠的軌道上，16個車庫中每個都有兩個或以上修理區」。該扇形車庫在公司倒閉時險遭拆除，後來被列為「登錄建築」。德比扇形車庫在2010年重新啟用，成為德比學院的新校區，並且和米德兰郡铁路保存下來的機廠建築一起稱為「史蒂芬生大樓」。這個新校區在2009年9月開學，並且可以參加德比旅遊資訊中心辦理的旅遊行程。
英國在1940到1950年代鐵路動力柴油化期間拆除許多扇形車庫或改作其他用途；但仍有少數仍保留並仍作為鐵路方面的用途。早期的扇形車庫對於之後的機車而言是過小的：倫敦北部喬克農場的圓屋劇院是建立於1847年的扇形車庫，但在20年後因為過於狹小而停用，現為藝術中心 。扇形車庫的特殊形狀讓它難以移作它用，但其外觀也有一定的可看性。
台灣彰化縣彰化市的彰化扇形車庫建於1922年，是台灣現存唯一的扇形車庫。目前臺灣鐵路公司彰化機務段仍使用該車庫，並開放參觀。

## 現存主要扇形庫

### 日本
- 荒屋新町站
- 梅小路蒸氣火車博物館
- 旧豊後森機関庫
- 郡山综合車両中心会津若松派出所
- 後藤综合車両所運用检修中心
- 津山鉄道教育博物館
- 天竜二俣站扇形庫
- 新津運輸区
- 苗穂運転所（拆除中）
- 直江津站
- 宇和島運転区

### 加拿大
- 多倫多的溪鸣啤酒厂（Steam Whistle Brewing）是位於原本是加拿大太平洋鐵路修理蒸汽機車的約翰街扇形車庫。
- 加拿大國家鐵路公司位於蒙特婁的扇形車庫建立於1906年，是加拿大曾有的扇形車庫中最大的。該車庫已於1962年拆除並改建脱科特高架桥交流道系统（Turcot Interchange）[6][7]，這深刻地說明了北美洲交通運輸模式的改變。

### 美国
- 馬里蘭州巴爾的摩的巴爾的摩與俄亥俄鐵路博物館就是巴尔的摩－俄亥俄铁路使用的扇形車庫。該扇形車庫據說是世界最大的22邊形扇形車庫[8]。
- 位於伊利諾州奧羅拉，伯林頓北方聖塔菲鐵路（BNSF）終點站的兩兄弟圓屋（英语：Two Brothers Roundhouse）已經被国家橄榄球联盟的球員華特·培頓購下並改建成啤酒館和餐廳（Walter Payton's Roundhouse Brewery and Restaurant）[9][10][11]。

### 中国
- 博克图站
- 齐齐哈尔机务段
- 牡丹江机务段
- 中东铁路运输博物馆（横道河子机务段）
- 大连机务段（铁轨已拆除）
- 四平机务段
- 大石桥站
- 北安机务段
- 南岔机务段
- 绥芬河机务段
- 海拉尔机务段（已改造为小区物业大楼）
- 瓦房店机务段
- 扎兰屯机务段
- 铁岭机务段（2007年拆除）
- 昂昂溪机务段
- 图们机务段
- 穆棱机务段
- 哈尔滨铁路局红色教育基地（一面坡机务段）
- 公主岭站

### 波兰
- 皮拉车库小组
- 斯凱爾涅維采扇形車庫

波蘭西部沃尔什滕的扇形車庫至今仍進行波蘭國家鐵路蒸汽機車的維修。

### 澳大利亚
位於澳大利亞新南威爾斯州雪梨西方75公里的高地山谷机务段文化博物馆（Valley Heights Locomotive Depot Heritage Museum）是澳大利亞現存最早的扇形車庫，現為鐵路博物館。

### 台灣
彰化扇形車庫位於彰化火車站的北方，隸屬於彰化機務段。目前開放民眾參觀。

## 外部連結
- The page devoted to the roundhouse in Pila （页面存档备份，存于）
- Toronto Railway Historical Association (restoration of roundhouse) （页面存档备份，存于）
- John Street Roundhouse at Old Time Trains （页面存档备份，存于）
- Valley Heights Locomotive Depot Heritage Museum （页面存档备份，存于）
- Wolsztyn Roundhouse